# Social Distortion
Social Distortion (kallas ibland bara som social D eller SxDx) är en amerikansk punkrockgrupp som bildades 1978 i Fullerton, Kalifornien.

## Nuvarande medlemmar
- Mike Ness – sång och gitarr
- Jonny "2Bags" Wickersham – gitarr
- Brent Harding – elbas
- David Hidalgo, Jr. – trummor

## Diskografi
- Mommy's Little Monster (1983)
- Prison Bound (1988)
- Social Distortion (1990)
- Somewhere Between Heaven and Hell (1992)
- White Light, White Heat, White Trash (1996)
- Sex, Love and Rock 'n' Roll (2004)
- Hard Times and Nursery Rhymes (2011)